# 比苏斯基奥
比苏斯基奥（義大利語：Bisuschio），是意大利瓦雷泽省的一个市镇。总面积7平方公里，人口4228人，人口密度604.0人/平方公里（2009年）。国家统计（ISTAT）代码为012015。